# Manuel Carbonell
Manuel Carbonell (25 octobre 1918 à Sancti Spíritus (Cuba) - 10 novembre 2011 à Coral Gables, en Floride) est un sculpteur d'origine cubaine, naturalisé américain. Il appartient, comme Wifredo Lam et Agustín Cárdenas, à la génération d'artistes cubains ayant reçu une reconnaissance internationale après des études à la Escuela Nacional de Bellas Artes "San Alejandro" (en). L'œuvre à la fois dépouillée, moderne, poétique et sensuelle de Manuel Carbonell lui ont valu de remporter de nombreux prix.

## Biographie

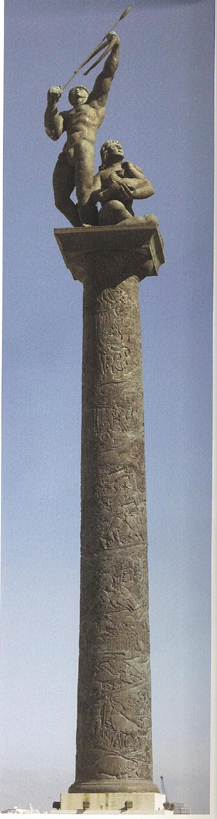
The Pilar of History (1992), colonne monumentale du Brickell Avenue Bridge de Miami, surmontée de la Tequesta Family, une statue de bronze en hommage au peuple Tequesta.

Né à Sancti Spíritus, il passe son enfance et sa jeunesse à Cienfuegos, où sa famille, qui compte dix-huit frères et sœurs, déménage alors qu'il est en bas âge. Pendant ses études, il se révèle excellent en histoire et en dessin. En outre, il s'intéresse très tôt à la sculpture et crée, à l'âge de 8 ou 9 ans, ses premières œuvres qui étonnent son entourage par leur hardiesse. 
En 1937, il entre à la Escuela Nacional de Bellas Artes "San Alejandro" (en), mais, à l'âge de 18 ans, il fait une chute dans un escalier, est gravement blessé aux genoux et, après une convalescence d'un an, ne retrouvera jamais une parfaite mobilité. Il poursuit néanmoins ses études aux Beaux-arts sous la tutelle de Juan José Sicre (en), un élève d'Antoine Bourdelle, le disciple favori d'Auguste Rodin. De ce dernier, Manuel Carbonell admire déjà la force et la modernité des œuvres, tout comme la pureté des lignes du français Aristide Maillol et du britannique Henry Moore. De ces trois grands maîtres, il saura fondre les styles dans un art profondément personnel, aux volumes souples, témoins de son aspiration à créer une tendre sensualité dans ses représentations de l'humain, grâce au recours à une abstraction simple des formes naturelles.

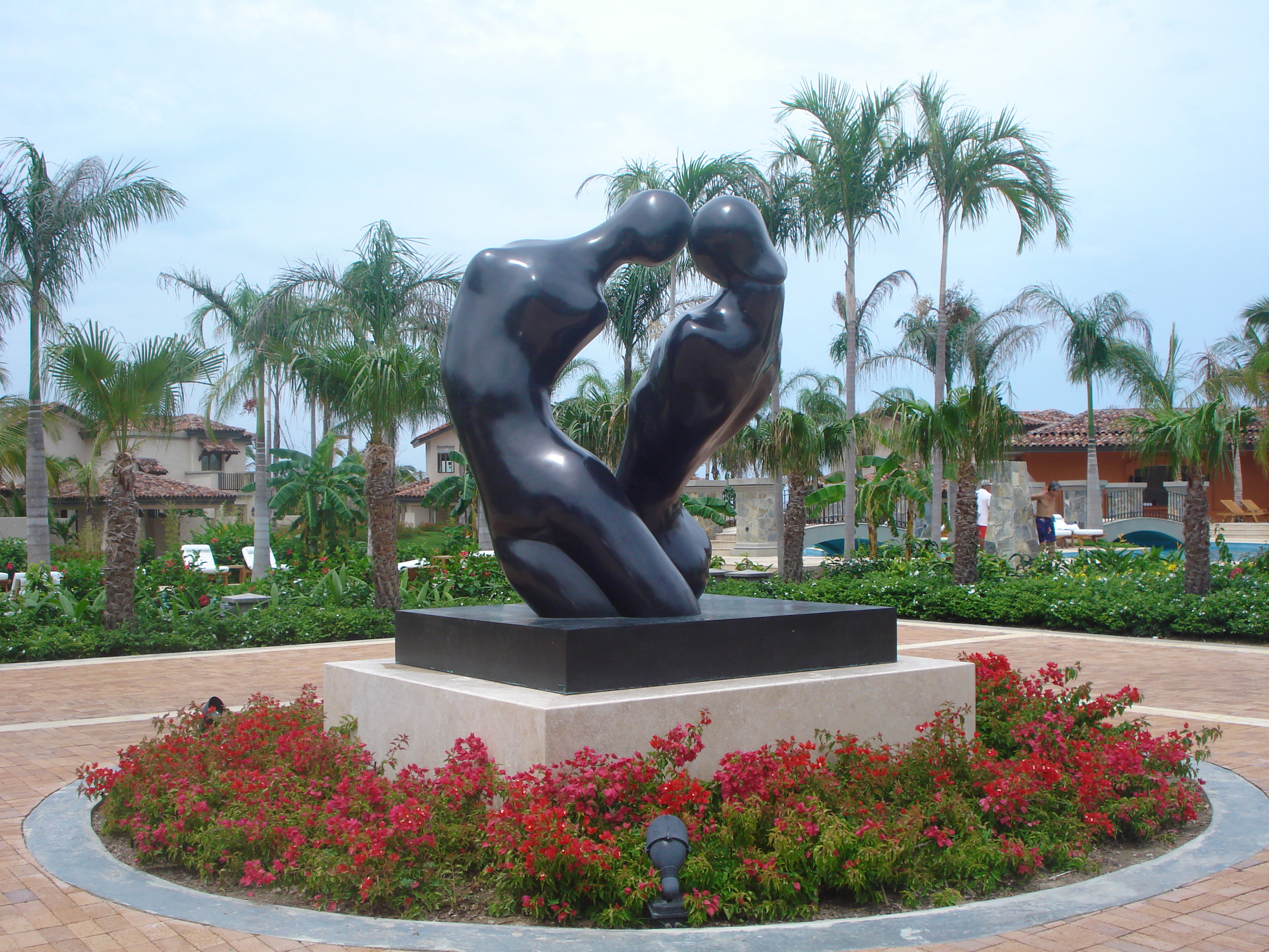
Amantes, (2008) bronze, Hôtel Bristol, Panama.

Après ses études, il rencontre et devient l'ami d'autres artistes cubains exigeants, dont Fidelio Ponce de León, Víctor Manuel et Amelia Peláez, pour qui l'excellence est la seule valeur recherchée. Sa période classique et religieuse, qui s'étend de 1945 à 1959, se développe grâce à de nombreuses commandes d'institutions proches ou de l'Église catholique cubaine. L'artiste sculpte alors des bas-reliefs à thèmes bibliques et des statues de la Vierge. 
En 1954, il remporte avec Fin de una raza, le prix de la 3e Biennale hispano-américaine des arts, à Barcelone, en Espagne. L'œuvre, qui fait la couverture de l'édition du magazine Reader's Digest de mai 1956, est aujourd'hui exposée au Musée national des beaux-arts de Cuba.
En 1959, il se résout à fuir son pays, dont il désapprouve les orientations politiques et culturelles depuis les débuts de la révolution cubaine. Après deux décennies d'exil à New York, où il répond à de nombreuses commandes et multiplie les expositions, il s'installe à Miami, où il décroche, en 1992, le concours pour orner le Brickell Avenue Bridge : il fera édifier The Pilar of History (1992), une colonne monumentale, surmontée de la Tequesta Family, une statue de bronze de 17 pieds de haut, qui rend hommage aux Tequesta amérindiens, le peuple décimé par les Européens après la découverte du territoire de l'actuelle Floride du sud-est.
Il meurt en novembre 2011 au Kindred Hospital de Coral Gables (Floride).